# 金鐘獎節目類剪輯獎
金鐘獎節目類剪輯獎是由文化部影視及流行音樂產業局在臺灣舉辦的現行頒發獎項，1980年第15屆金鐘獎設立剪輯獎，第54屆起，剪輯獎分細分設為戲劇類節目剪輯獎及非戲劇類剪輯節目獎，第58屆更名為節目類剪輯獎。

## 歷屆得獎暨入圍名單
|  | 獲獎者 |

### 攝影剪輯獎（第15屆）
| 年度 （屆數）   | 電視作品                 |
| --------------- | ------------------------ |
| 1980 （第15屆） | 張照堂／《六十分鐘》中視 |

### 剪輯獎（第16屆～第24屆）
| 年度 （屆數）   | 電視作品                                                   |
| --------------- | ---------------------------------------------------------- |
| 1981 （第16屆） | 段兆偉／《天眼》台視                                       |
| 1981 （第16屆） | 吳式式                                                     |
| 1981 （第16屆） | 張照堂                                                     |
| 1982 （第17屆） | 陳麗珊／《華視新聞雜誌》華視                               |
| 1983 （第18屆） | 高惠宗／《六十分鐘》中視                                   |
| 1984 （第19屆） | 丁文龍／《大運動場》中視                                   |
| 1984 （第19屆） | 黃國治、陳曾縵、張逸群／《華視新聞雜誌》                   |
| 1985 （第20屆） | 奕芮／《甄秀珍專輯》中視                                   |
| 1985 （第20屆） | 林霑／《星星的故鄉》                                       |
| 1985 （第20屆） | 葉慧君、江順結、李沅萍、孫自強／《華視新聞雜誌》           |
| 1986 （第21屆） | 游銀山／《國語連續劇集「孤劍恩仇記第一集」》台視           |
| 1986 （第21屆） | 宋平南／《國語連續劇－一代女皇》                           |
| 1986 （第21屆） | 李美賢／《畫我家鄉－台南北門鄉》                           |
| 1987 （第22屆） | 陳林訓／《有鳳來儀》台視                                   |
| 1987 （第22屆） | 李天惠／《一代公主》                                       |
| 1987 （第22屆） | 李慶津／《花月正春風》                                     |
| 1988 （第23屆） | 周樣樑／《黃金劇場「人間有情系列」－午夜門神》中國電視公司 |
| 1988 （第23屆） | 王信德／《西施》                                           |
| 1988 （第23屆） | 胡景瑞／《世界真奇妙》                                     |
| 1989 （第24屆） | 嚴莉美／《廟會》公視製播組                                 |
| 1989 （第24屆） | 吳洛平／《歷史之舵》                                       |
| 1989 （第24屆） | 游銀山／《還君明珠、八月桂花香》                           |
| 1989 （第24屆） | 葉樂天／《華視新聞雜誌》                                   |

### 最佳剪輯獎（第25屆）
| 年度 （屆數）   | 電視作品                                     |
| --------------- | -------------------------------------------- |
| 1990 （第25屆） | 鄧文斌／《台灣的生態》公視                   |
| 1990 （第25屆） | 趙雄成／《名星劇場－關懷社會系列「俑之舞」》 |
| 1990 （第25屆） | 嚴莉美／《廟會》                             |

### 電視剪輯獎（第26屆）
| 年度 （屆數）   | 電視作品                                 |
| --------------- | ---------------------------------------- |
| 1991 （第26屆） | 游銀山／《末代兒女情》台灣電視公司       |
| 1991 （第26屆） | 賴金泰／《希望之鴿》                     |
| 1991 （第26屆） | 羅益民／《華視新聞雜誌－大哥的最後歸宿》 |

### 剪輯獎（第27屆～第45屆）
| 年度 （屆數）   | 電視作品                                                                        |
| --------------- | ------------------------------------------------------------------------------- |
| 1992 （第27屆） | 陳林訓／《人間劇場－翩翩飛起》台視                                              |
| 1992 （第27屆） | 李憲政／《戲說乾隆：掃黑記》                                                    |
| 1992 （第27屆） | 游銀山／《碧海情天、江湖再見》                                                  |
| 1993 （第28屆） | 楊婷婷／《書劍恩仇錄》華視                                                      |
| 1993 （第28屆） | 陳林訓／《英雄世家、新白娘子傳奇》                                              |
| 1993 （第28屆） | 趙蕙心／《青青河邊草》                                                          |
| 1995 （第30屆） | 趙雄成／《人文關懷系列－戴著面罩的男人》中國電視公司                            |
| 1995 （第30屆） | 游銀山／《倚天屠龍記、牡丹燈籠》                                                |
| 1995 （第30屆） | 鄭錦棠／《玫瑰豪情、牽手出頭天》                                                |
| 1997 （第32屆） | 鄭錦棠／《天師鍾馗－毒夫計》中國電視公司                                        |
| 1997 （第32屆） | 李仁港／《黃飛鴻之八大天王》                                                    |
| 1997 （第32屆） | 林龍華／《新龍門客棧》                                                          |
| 1997 （第32屆） | 趙雄成、楊婷婷／《斷掌順娘》                                                    |
| 1997 （第32屆） | 鄭明玲／《金獎劇展：四季》                                                      |
| 1999 （第34屆） | 吳寶玉／《帝王之旅》佛光傳播事業有限公司                                        |
| 1999 （第34屆） | 杜敏綺／《人生劇展－假期》                                                      |
| 1999 （第34屆） | 周育哲、陳桂綸、崔德華／《神鵰俠侶》                                            |
| 1999 （第34屆） | 許鴻龍／《台灣生態顯影》                                                        |
| 1999 （第34屆） | 鄭錦棠／《舉頭三尺有神明》                                                      |
| 2000 （第35屆） | 杜敏綺／《鴿》寶花傳播有限公司                                                  |
| 2000 （第35屆） | 陳小菁／《台灣作家劇場-天馬茶房》                                               |
| 2000 （第35屆） | 廖國興／《作家身影系列─推巨石的人王文興》                                       |
| 2000 （第35屆） | 雙魚剪輯小組／《笑傲江湖》                                                      |
| 2000 （第35屆） | 杜敏綺／《曾經》                                                                |
| 2001 （第36屆） | 吳寶玉／《三張王牌》中華電視公司                                                |
| 2001 （第36屆） | 林志儒／《瑪雅的彩虹》                                                          |
| 2001 （第36屆） | 崔德華、鄒今慧／《臥虎藏龍》                                                    |
| 2001 （第36屆） | 楊婷婷／《珍珠彩衣》                                                            |
| 2001 （第36屆） | 劉嵩／《城市的遠見》                                                            |
| 2002 （第37屆） | 喬慧中／《情義》瑞豐傳播有限公司(民視)                                          |
| 2002 （第37屆） | 阮昌麟／《MIT台灣誌》                                                           |
| 2002 （第37屆） | 陳兆雄／《掌中風雲一世紀—黃海岱回憶錄》                                         |
| 2002 （第37屆） | 陳博文／《星砂》                                                                |
| 2002 （第37屆） | 雷震卿／《狂舞憂鬱》                                                            |
| 2003 （第38屆） | 陳曉東、雷震卿／人生劇展─《我倆沒有明天》潛行傳播事業有限公司                   |
| 2003 （第38屆） | 吳星輝／人間關懷劇場-《你在看我嗎》                                             |
| 2003 （第38屆） | 杜敏綺／《孽子》                                                                |
| 2003 （第38屆） | 陳博文、蕭汝冠／人生劇展-《那年夏天的浪聲》                                     |
| 2003 （第38屆） | 許肇任、范翔眾、廖慶松／人生劇展-《用力呼吸》                                   |
| 2004 （第39屆） | 吳寶玉／大愛劇場-《四重奏》大愛衛星電視股份有限公司                             |
| 2004 （第39屆） | 胡鉅松／大愛劇場-《浮生》                                                       |
| 2004 （第39屆） | 陳小菁、孫碧臨、胡鉅松／《戀香》                                                |
| 2004 （第39屆） | 廖慶松、陳雲雁、林志儒／《風中緋櫻》                                            |
| 2004 （第39屆） | 巫知諭、史哲等65人／《寒夜續曲》                                                |
| 2005 （第40屆） | 杜敏綺／《孤戀花》止奔影像有限公司                                              |
| 2005 （第40屆） | 周坤城、彭寒英、喬慧中／《意難忘》                                              |
| 2005 （第40屆） | 徐治平、蕭勝男、張美冰／《鐵道旅人》                                            |
| 2005 （第40屆） | 卓嘉鴻／《戲說人生》                                                            |
| 2005 （第40屆） | 顧曉芸／人生劇展-《邂逅》                                                       |
| 2006 （第41屆） | 史筱筠、李國華／綻放真台灣-《靈域對話》香港商亞太星空傳媒有限公司台灣分公司     |
| 2006 （第41屆） | 何君惠／《愛殺17》                                                              |
| 2006 （第41屆） | 陳博文／《聖稜的星光》                                                          |
| 2006 （第41屆） | 楊守義／綻放真台灣-《蝴蝶密碼》                                                 |
| 2006 （第41屆） | 鄭明玲／《45℃天空下 Main Dans Lamain》                                          |
| 2007 （第42屆） | 廖慶松、蕭汝冠／《尋找蔣經國－有！我是蔣經國》威象國際影視有限公司(公視)        |
| 2007 （第42屆） | 吳寶玉／公視人生劇展－《尋找巴利》                                              |
| 2007 （第42屆） | 林吳鐘／《破案實錄》                                                            |
| 2007 （第42屆） | 阮高思／《看見台灣－時尚台灣》                                                  |
| 2007 （第42屆） | 黃懿齡／《台灣棒球百年風云：站在火山口》                                        |
| 2008 （第43屆） | 陳慧翎／公視人生劇展-《與男友的前女友密談》島嶼視覺創意文化事業有限公司（公視） |
| 2008 （第43屆） | 翁韻如／公視人生劇展-《長假》                                                   |
| 2008 （第43屆） | 陳小菁／公視人生劇展-《桔醬的滋味》                                             |
| 2008 （第43屆） | 雷震卿／公視人生劇展-《不愛練習曲》                                             |
| 2008 （第43屆） | 蘇宜為／《OHAEVA哥哥》                                                          |
| 2009 （第44屆） | 蘇佩儀／公視人生劇展-《遺落的玻璃珠》第九單位有限公司（公視）                   |
| 2009 （第44屆） | 雷震卿／公視人生劇展-《最愛就是你》                                             |
| 2009 （第44屆） | 陳博文／《愛主的心願》                                                          |
| 2009 （第44屆） | 劉嵩、謝欣志、黃文龍／紀錄觀點-《福爾摩沙的指環：與大自然的對話》／             |
| 2009 （第44屆） | 蕭汝冠／客家電視電影院-《一八九五 乙未》                                        |
| 2010 （第45屆） | 林姿嫺／客家劇場－《牽紙鷂的手》客家電視台                                      |
| 2010 （第45屆） | 莊雯媛／公視人生劇展－《再見夏天》                                              |
| 2010 （第45屆） | 黃意純／《記得我們愛過》                                                        |
| 2010 （第45屆） | 雷震卿／《看見天堂》                                                            |
| 2010 （第45屆） | 蕭麗玉／公視人生劇展－《尋鬼記》                                                |

### 最佳剪輯獎（第46屆）
| 年度 （屆數）   | 電視作品                                                           |
| --------------- | ------------------------------------------------------------------ |
| 2011 （第46屆） | 張亨如、盧元奇、黃冠鈞／《遙遠星球的孩子》奇幻娛樂國際股份有限公司 |
| 2011 （第46屆） | 賴孟傑、張亨如／公視人生劇展—《出走的好理由》                      |
| 2011 （第46屆） | 江翊寧／《生命無限公司》                                           |
| 2011 （第46屆） | 雷震卿／《數到第365天》                                            |
| 2011 （第46屆） | 郭宗瑋、粘瓈文／《台灣壹百種味道》                                 |

### 剪輯獎（第47屆～第53屆）
| 年度 （屆數）   | 電視作品                                                                             |
| --------------- | ------------------------------------------------------------------------------------ |
| 2012 （第47屆） | 陳曉東、鄭志良、江依庭／《跟著賴和去壯遊》客家電視台                                 |
| 2012 （第47屆） | 陳鈺傑、王希捷／公視學生劇展-《小偷》                                                |
| 2012 （第47屆） | 張斐棋／《我可能不會愛你》                                                           |
| 2012 （第47屆） | 廖慶松、劉悅行／紀錄觀點—《303》                                                     |
| 2012 （第47屆） | 顧曉芸／公視人生劇展—《結婚不結婚》                                                  |
| 2013 （第48屆） | 高鳴晟／公視人生劇展—《神算》影動亞洲有限公司                                        |
| 2013 （第48屆） | 陳振國／公視人生劇展—《三朵花純理髮》                                                |
| 2013 （第48屆） | 黃冠鈞／紀錄觀點—《築巢人》                                                          |
| 2013 （第48屆） | 溫明龍／《回家》                                                                     |
| 2013 （第48屆） | 潘秋燕／客家電視電影院—《陂塘》                                                      |
| 2014 （第49屆） | 陳博文、李宜珊／《青春的進擊—關於二十，以及¬_¬_。》財團法人公共電視文化事業基金會    |
| 2014 （第49屆） | 安邦、鄭心愷／《主桌》                                                               |
| 2014 （第49屆） | 柯汶利／公視人生劇展—《自由人》                                                      |
| 2014 （第49屆） | 范揚仲、林欣民／公視人生劇展—《回家的女人》                                          |
| 2014 （第49屆） | 楊守義、林欣民／《台灣特戰部隊》                                                     |
| 2015 （第50屆） | 粘瓈文、林欣民／《綻放真台灣5–魚之島：台灣好吃魚》美商國家地理頻道有限公司台灣分公司 |
| 2015 （第50屆） | 林欣民、周文欽／《綻放真台灣5–魚之島：黑潮的承諾》                                   |
| 2015 （第50屆） | 粘瓈文／《台灣製造大解密》                                                           |
| 2015 （第50屆） | 賴孟傑／《超級夥伴》                                                                 |
| 2015 （第50屆） | 蘇珮儀／《尋物少女》                                                                 |
| 2016 （第51屆） | 李俊宏／公視人生劇展-《衣櫃裡的貓》一顆星工作室有限公司                              |
| 2016 （第51屆） | 杜素鈴、劉振南／公視人生劇展-《藥笑24小時》                                          |
| 2016 （第51屆） | 杜敏綺／《一把青》                                                                   |
| 2016 （第51屆） | 詹京霖／《川流之島》                                                                 |
| 2016 （第51屆） | 蕭汝冠／《紫色大稻埕》                                                               |
| 2017 （第52屆） | 李俊宏／《最後的詩句》財團法人公共電視文化事業基金會                                 |
| 2017 （第52屆） | 杜素鈴、楊恩昕／《TMD天堂》                                                          |
| 2017 （第52屆） | 阮昌麟、麥覺明／《MIT台灣誌》                                                        |
| 2017 （第52屆） | 林政宏／公視人生劇展－《告別》                                                       |
| 2017 （第52屆） | 楊邦彥／《High 5 制霸青春》                                                          |
| 2018 （第53屆） | 林泰瑋／《十點全紀錄》春雷創意顧問有限公司                                           |
| 2018 （第53屆） | 文二北投／公視新創電影-《伊菲基妮亞之夜》                                            |
| 2018 （第53屆） | 朱平／公視學生劇展《粗工阿全》                                                       |
| 2018 （第53屆） | 魏如涵／《麻醉風暴 2》                                                               |
| 2018 （第53屆） | 蘇珮儀／《他們在畢業的前一天爆炸 2》                                                 |

### 非戲劇類節目剪輯獎（第54屆～第56屆）
| 年度 （屆數）   | 電視作品                                                                      |
| --------------- | ----------------------------------------------------------------------------- |
| 2019 （第54屆） | 洪瑞憶／《呦呦自在楊英風》符號文化股份有限公司                                |
| 2019 （第54屆） | 林植青／《透視內幕 棲蘭秘境馬拉松》                                           |
| 2019 （第54屆） | 林植青／《透視內幕 衛武營國家藝文中心》                                       |
| 2019 （第54屆） | 陳巧薇／《樹說新語》                                                          |
| 2019 （第54屆） | 廖榮祺／《音樂Band Band Band》                                                |
| 2020 （第55屆） | 滕兆鏘／《真世代—媽祖住我家》鑫傳視訊廣告股份有限公司、鑫隆多媒體股份有限公司 |
| 2020 （第55屆） | 王瀚德／《我在市場待了一整天》                                                |
| 2020 （第55屆） | 謝欣志／《似水華年—如常》                                                     |
| 2020 （第55屆） | 蘇志宗／《紀錄觀點 神殿》                                                     |
| 2020 （第55屆） | 粘瓈文／《真世代—移動中的溫暖》                                               |
| 2021 （第56屆） | 洪瑞憶、許聰仁／《不羈─臺灣百年流變與停泊》十月影視有限公司                   |
| 2021 （第56屆） | 李立劭／公視紀實─《獨舞者的樂章》                                             |
| 2021 （第56屆） | 李鶴壽／《我又在市場待了一整天─島民的自信海味：澎湖北宸市場》                 |
| 2021 （第56屆） | 許雅婷／公視紀實—《斜坡上的老歌手》                                           |
| 2021 （第56屆） | 謝欣志／公視紀實—《為寂寞在唱歌》                                             |

### 一般節目類剪輯獎（第57屆）
| 年度 （屆數）   | 電視作品                                               |
| --------------- | ------------------------------------------------------ |
| 2022 （第57屆） | 郭宗偉／《南島起源》美商國家地理頻道有限公司台灣分公司 |
| 2022 （第57屆） | 巫宗憲、吳文睿／《神之器-礱之旅》                      |
| 2022 （第57屆） | 李依璇／《登台之路-十九兩》                            |
| 2022 （第57屆） | 林欣民／紀錄觀點《捕鰻的人》                           |
| 2022 （第57屆） | 楊孟嘉／公視紀實─《下一站》                            |
| 2022 （第57屆） | 蘇明彥／公視紀實─《度日》                              |

### 節目類剪輯獎（第58屆～至今）
| 年度 （屆數）   | 電視作品                                                                                                 |
| --------------- | --- |
| 2023 （第58屆） | 廖鏡文／《另一種注目-我討厭我的名字》鏡電視股份有限公司                                                  |
| 2023 （第58屆） | Tommaso Muzzi 多木子／《我，存在原住民影像紀錄-Ndaan Mpmaduk 入山》                                      |
| 2023 （第58屆） | 李立劭／公視紀實《當飛機飛過》                                                                           |
| 2023 （第58屆） | 林郁盛／《師徒誌：歌仔戲》                                                                               |
| 2023 （第58屆） | 鄧慶煜／Hakka Night 我的觀點《天生考古家》                                                               |
| 2023 （第58屆） | 謝欣志／《叫我野孩子》                                                                                   |
| 2024 （第59屆） | 林怡初／《亞洲節拍心電圖：台北與北京的電音狂想 BPM ECSTASY: The techno wave between Taipei and Beijing》 |
| 2024 （第59屆） | 唐薏程／《文藝賦格-人生萬里皆風景》                                                                      |
| 2024 （第59屆） | 程紀皓／《群山之島與不去會死的他們2》                                                                    |
| 2024 （第59屆） | 潘信安／《叫我野孩子2》                                                                                  |
| 2024 （第59屆） | 蔣煥民／《文藝賦格-鄉關何處》                                                                            |
| 2025 （第60屆） | |
|                 | |
|                 | |
|                 | |
|                 | |

## 外部連結
- 廣播電視金鐘獎官方網站 （页面存档备份，存于）
- 歷屆電視金鐘獎得獎入圍名單 （页面存档备份，存于），文化部影視及流行音樂產業局